# Retrait-gonflement des argiles
La notion de retrait-gonflement des argiles (ou RGA) désigne les mouvements alternatifs (et souvent répétés dans le temps) de retrait et de gonflement du sol, respectivement associés aux phases de sécheresse et réhydratation de sols dits « gonflants » ou « expansifs ».

Schéma simplifié de deux sources de désordre sur une maison construite sans fondations suffisantes sur un sol argileux.

Certaines argiles peuvent perdre 10 % de leur volume en séchant et en gagner autant en se réhydratant. Les lents mouvements différentiels du sol induits par ce retrait-gonflement peuvent détruire les structures (ou infrastructures) trop peu élastiques pour y résister dans le sol. Ce phénomène affecte saisonnièrement — et plus ou moins cycliquement (ou exceptionnellement, selon le contexte) — les constructions légères et leurs fondations. Il peut aussi dégrader certains ouvrages d'art et tous les réseaux enterrés (dont les réseaux d'évacuation ou de distribution d'eau, qui sont parfois en amiante-ciment). 

Peu spectaculaire car essentiellement lent et souterrain, il ne se traduit en surface que par quelques fentes, désordres ou mouvements de sols ; mais peut avoir de graves conséquences (fragilisation ou destruction de fondation, de maisons ou de routes, de câbles, de tuyaux et autres réseaux ou conduites enterrés...). L'ampleur des dommages « dépend étroitement des variations de teneur en eau dans le sol en dessous des fondations et de la rigidité de celles-ci ». On sait (techniquement), sans surcoût important, construire sur des sols argileux gonflants ; en ce qui concerne les constructions anciennes, on avait — pour la plupart — insuffisamment anticipé l'ampleur du risque de RGA et son aggravation liée au dérèglement climatique.
L'indemnisation des dommages induits par le RGA est source de coûts souvent élevés pour les propriétaires, la puissance publique et les assureurs ; c'est, en France, « le second poste d'indemnisation aux catastrophes naturelles ».
Cet aléa est à prendre en compte par les particuliers et la puissance publique dans les plans et programmes d'adaptation au changement climatique.

## Histoire du concept
Cet aléa était, autrefois, supposé toucher surtout les pays à climat chaud, aride ou semi-aride, mais, depuis le dernier quart du XXe siècle, il concerne également les zones argileuses de tous les pays tempérés.
Ce risque devrait augmenter en fréquence et s'aggraver en intensité, en raison du nombre croissant de constructions (cf périurbanisation croissante, artificialisation du paysage, etc.), des prélèvements accrus d'eau en surface et dans les nappes phréatiques, des drainages agricoles et sylvicoles de surface (qui peuvent exacerber les sécheresses et leur durée) et, surtout, en raison du dérèglement climatique.
Les composantes microstructurale (MEB, porosimétrie, etc.) et physicochimique du phénomène, parfois très complexe, font également l'objet de recherches.

## Minoration, voire invisibilisation du phénomène
Dans l’espace public, politique et médiatique — alors que des millions de maisons sont concernées dans le monde avec des coûts élevés — le sujet semble faire l’objet de peu de controverses et de communication ; il apparait comme un risque naturel « médiatiquement invisible ». 
Une étude sociologique française a porté sur les raisons journalistiques, politiques, techniques ou encore administratives qui « incitent différentes parties prenantes à chercher ou non la médiatisation du risque argileux ». Elle conclut que « le risque argileux est vécu ou présenté comme un risque dépolitisé aux enjeux faiblement médiatisés, ce qui limite la prise de conscience du phénomène par le grand public et la prise de décisions visant à en réduire l'impact ». 

Cette étude montre que certains propriétaires préfèrent ne pas parler du problème (pour ne pas dévaloriser la valeur de leur maison), ce qui tend à confirmer des travaux antérieurs, par exemple de Lambert, Claeys et Arnaud, en 2017, qui avaient mis en évidence une « alliance objective d’agents immobiliers, de propriétaires, d’opérateurs (notaires et assureurs) ».

## Le phénomène physique

Tassement différentiel (en présence non-homogène d'argile ou en présence d'une déshydratation non homogène).

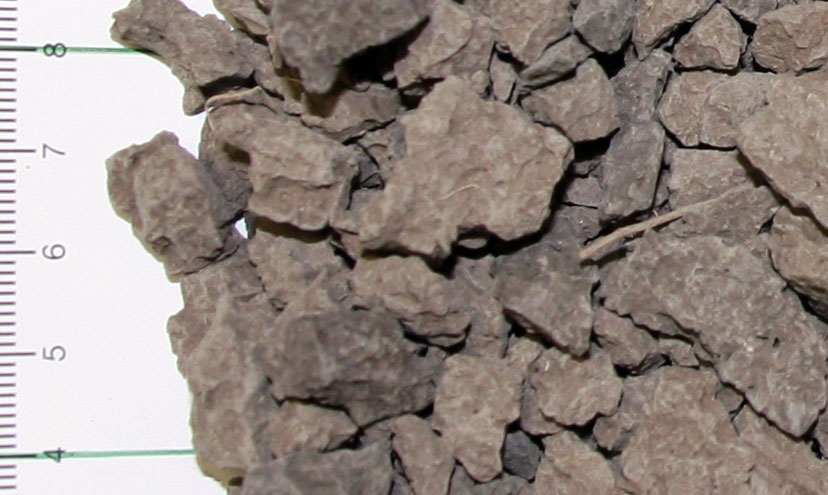
La déshydratation d'un sol riche en argile crée une structure polyédrique via la dynamique de retrait-gonflement (ici sol argilo-limoneux riches en argile). Les bords de cassure, nets et tranchants sont typiques.
Cette déstructuration du sol originel peut permettre une circulation horizontale de l'eau et la pénétration des racines en profondeur, au détriment du maintien de l'humidité en surface.

Il concerne les sols argileux ou riches en argile, dits « gonflants » où des constructions ont été faites sans fondations adaptées à ce risque. Le retrait gonflement peut se produire : 
- au niveau de la surface où les argiles sont souvent déconsolidées[1] ;
- en profondeur, où l'argile est généralement « surconsolidée » (et donc gonflante quand elle est déchargée : soumise à une moindre pression, après un arasement de surface ou en flanc de carrière par exemple), ou si, à la suite de mouvements de nappe (éventuellement induits par l'Homme), sa teneur en eau change (cas des argiles vertes et d'autres argiles plastiques)[1] ;
- selon des axes horizontaux et verticaux (ou angulaires si le litage de la couche d'argile n'est pas horizontal).

Il peut varier :
- selon la qualité de l'argile, son litage, la microstructure du sol[13] et le fait qu'elle ait été, ou non, compactée[14] ;
- selon la proximité de systèmes racinaires d'une végétation à fort potentiel d'évapotranspiration (typiquement, grands arbres près d'une maison construite sur sol argileux gonflant qui peuvent, périodiquement, lors des sécheresses, amener la couche d'argile à dépasser ses limites de plasticité)[15] ;
- selon les venues d'eau, qui peuvent accentuer le problème[15] ;
- avec le gel, dans certains cas : quand l'argile est plus ou moins gorgée d'eau, elle subit un retrait au gel, qui « pourrait être attribué au phénomène de cryosuction et de séchage des particules d’argiles » ; au dégel, l'argile peut réabsorber de l'eau, et alors augmenter son volume[16].

Diverses études (notamment minéralogiques) des argiles, ont mis en évidence deux types de gonflement différents : 
- dans les argiles dont la liaisons interfeuillets est très faible (ex : smectites dont montmorillonite sodique et moindrement montmorillonite calcique), les molécules d'eau ou cations hydratés peuvent se fixer en couche monomoléculaire entre deux feuillets voisins à l'intérieur même des particules d'argile. Le gonflement, qui peut alors être très important, est dit intraparticulaire ou inter-feuillets ou interfoliaire[14] ;
- dans les autres cas, le gonflement provient de l'introduction de molécules d'eau, non pas entre les feuillets des particules, mais entre les particules d'argile ; le gonflement est moins important, mais toutes les formes d'argiles non saturées en eau sont concernées[14].

Le retrait (qui induit des effets de succion) et le gonflement (effets d'écrasements, qui peuvent survenir après que des fentes de retrait aient été comblées par du sable volant, du sol superficiel, des restes de végétaux morts à l'occasion de la sécheresse, etc.) sont tous deux sources de désordres, parfois très discrets, voire invisibles (sur les réseaux enfouis), mais souvent fonctionnellement importants.
Le RGA affecte les constructions, mais aussi les racines des arbres et d'autres végétaux, ainsi que la circulation verticale et horizontale de l'eau et éventuellement de polluants qu'elle pourrait lessiver et faire circuler. Le phénomène de retrait peut être plus rapide et maximal en période de canicule, surtout si elle se prolonge dans le temps. Selon une évaluation, les dégâts induits par le seul retrait des argiles lors de la canicule de 2003 en France, auraient coûté 1,1 milliard d'euros. En 2022 (année marquée par une sécheresse exceptionnelle), rien que les indemnisations ont coûté 2,9 milliards d’euros aux assureurs.

## Enjeux
Les enjeux sont nombreux, car ces mouvements de sols peuvent causer des effondrements de bâtiments, dégrader des infrastructures (ex : ruptures de canalisation du réseau de distribution d'eau ou d'égouts, source de fuites et de pollution du réseau de distribution et de l'environnement. En 2009, l'ONRC estime que « près de 400 000 maisons individuelles sont situées en zone d'aléa fort ».
Les enjeux sont notamment économiques en raison des coûts importants de prévention, de détection et réparation ; et d'assurance (En France le coût moyen d'indemnisation d'un sinistre retrait-gonflement était vers 1990 « de l'ordre de 15 000 € par maison », selon le Commissariat Général au Développement durable) :
- une étude britannique du DEFRA a conclu que les années de canicule, un budget représentant 15 % de leur budget annuel d'entretien du réseau de transport sera consacré à la réparation des dégâts dus au RGA[20] ;
- en France en 2005 le Code des assurances a mis en place[21] un système de modulation de la franchise, pour les communes reconnues en état de catastrophe naturelle (pour le même phénomène de façon répétée) et n'ayant pas mis en œuvre des actions préventives adéquates. Il s'agit d'encourager à l'établissement de PPR, qui peuvent être imposés par les préfets ; en France quelques PPR spécialisés dits « PPR Argile » sont mis en place[22]) ;
- une étude a estimé que, pour le Languedoc-Roussillon, le coût des dommages aux habitations dû au retrait-gonflement des argiles pourrait être multiplié par 3 à 6[23]. 
Sans urbanisation nouvelle à partir de 2010 environ, le coût moyen annuel des dommages pour les assureurs passerait, en France, selon l'Onerc, d'environ 220 millions d'euros (référence sur la période 1989-2003) à 700 millions d'euros (scénario B2 du GIEC) ou 1 300 millions d'euros (scénario A2) en 2100 ; c'est-à-dire multiplié par un facteur de 3 à 6 [19]. Or l'urbanisation s'est poursuivie, ce qui implique que, malgré des efforts d'adaptation, les coûts devraient augmentent significativement ; d'environ 17 % sur la période 2010-2030, si le nombre de maisons individuelles croît de 0,925 % par an. 
Avec l'hypothèse d'un surcoût d'adaptation au RGA de 15 % par maison individuelle (adaptation des fondations) « le changement climatique augmente le périmètre des zones pour lesquelles celle-ci est rentable »[19]. Selon le Groupe interministériel « Impacts du changement climatique, adaptation et coûts associés en France », (2009) « l'analyse réalisée sur l'aléa retrait-gonflement des argiles avec évolution des enjeux d'ici 2030 » fait état de « dommages pouvant être multiplié par 10 sur certains départements et plus couramment par 4 ou 5 dans l'hypothèse de changement climatique la plus défavorable par rapport à un scénario d'économie constante (hypothèse de l'absence d'urbanisation nouvelle) »[24] ;
- à la suite d'une succession de sécheresses dans les années 1989-1991, le RGA a été intégré au régime des catastrophes naturelles créé en 1982[25]. En 20 ans le RGA est devenu la seconde cause d'indemnisation (après les inondations) ; de 1995 à 2013, son coût de dédommagement a été évalué à 365 M€ par an, en moyenne (contre 540 M€ pour les inondations). De 1989 à 2009, selon la Caisse Centrale de Réassurance, il a nécessité 4,5 milliards d'euros de remboursement (pour plusieurs centaines de milliers de maisons sinistrées en France métropolitaine)[26]. En 2022, il est devenu « le premier poste de charge du régime pour les risques de particuliers, concentrant plus de la moitié du coût d’indemnisation (...). Avec 2,5 milliards d’euros, la sécheresse de 2022 bat d’ailleurs des records, depuis la création du régime Cat Nat en 1982, selon France Assureurs »[27]. Une proposition de loi visant à améliorer l'indemnisation (portée par la députée Sandrine Rousseau et Sandra Marsaud) a été adoptée par l’Assemblée nationale début avril 2023[27].

Les enjeux sont parfois aussi écologiques et agroécologiques, car l'apparition d'un réseau de fentes de retrait dans le sol (après le drainage d'une zone humide perchée sur lit argileux par exemple) peut se comporter comme un nouveau réseau de drainage, lequel ralentit la ré-humidification de l'argile. Les fentes de retrait peuvent alors être comblées par des végétaux en décomposition qui vont y faire un feutrage où l'eau circulera d'une manière nouvelle, parfois sans avoir le temps de ré-humidifier l'argile superficielle. La végétation interagit de manière complexe avec les substrats argileux. L'assèchement de zones humides peut conduire à un cercle vicieux auto-entretenu de minéralisation, suivi de perte de la matière organique qui y était stockée, ce qui conduit à l’assèchement et à des dégradations irréversibles des tourbières (puits de carbone).

## Moyens de mesure
Le degré de retrait-gonflement d'une argile ne peut être précisément mesuré qu'au moyen d'un œdomètre et, selon G. Philipponnat en 1985, le paramètre le plus important dans la caractérisation de l'expansivité d'un sol est « la pente de la courbe de déchargement de l'oedomètre (Cg) » . Plusieurs composantes du risque de retrait-gonflement peuvent s'évaluer dans un laboratoire de géotechnique.
Le « point neutre » (ou la profondeur neutre) est un point théorique dit « HN » désignant le point situé dans l'axe d'une fondation, au-delà duquel le sol ne subit plus ni retrait, ni gonflement. 

C'est un point « relatif » ; ainsi, en présence d'une baisse de nappe ayant asséché un site, ce point peut être la base de la couche d'argile gonflante ; mais, en présence de phénomènes saisonniers de battance de nappe, il sera, en zone tempérée, à environ 1,5 m de profondeur (en terrain horizontal et vierge de travaux) et pourra atteindre plusieurs mètres à proximité d'arbres à racines profondes (selon Biddle, en 1983) ou quand le terrain est en pente (avec, dans ce cas, un risque supplémentaire de solifluxion).

## France
Des milliers de sinistres ont été déclarés en France lors des sècheresses de 1976, 1989 (année où la sécheresse a été reconnue comme un risque assurantiel), 1990, 2003 et 2005, lesquels ont été lourdement ressentis par les assureurs. 
- de 1989 à 2002 (selon le BRGM) « près de 5000 communes (de plus de 75 départements) ont été déclarées en état de catastrophe naturelle pour les mouvements différentiels de terrains liés au retrait-gonflement des argiles », avec un coût cumulé évalué en 2002 à « plus de 3 milliards d'euros »[33] (chiffre sous-estimant la réalité, car les préfets tiennent compte uniquement des situations reconnues comme « assez graves » pour permettre la reconnaissance de l'état de catastrophe).
- de 1988 à 2011 en France, selon une évaluation[34], le RGA aurait, à lui seul, coûté 7 Md€ au titre du régime d'assurance CAT-NAT (qui couvre seulement 40 à 60 % des dommages matériels réels).
- En 2022, selon Franck Le Vallois, directeur général de France Assureurs (qui dit représenter 99 % des assureurs), 48 % de la France métropolitaine et 54 % des maisons individuelles sont soumis au RGA (soit environ dix millions de maisons concernées)[réf. souhaitée]. La couverture au titre des catastrophes naturelles est un partenariat public-privé basé, côté assureur, sur une cotisation prélevée sur les contrats d'assurance, à taux unique sur tout le territoire. Environ 30 000 nouveaux dossiers par an sont traités, soit, un coût cumulé de 16 milliards d'euros en 30 ans[32]. « En 2022, la sécheresse représente désormais 17 % de la sinistralité climatique - qui concerne tous les événements climatiques, la tempête, la grêle, les inondations (...) le dérèglement climatique accentue le phénomène et le coût des sinistres augmente : alors qu'entre 1989 et 2015, la sécheresse a représenté une part constante d'environ 15 % de la sinistralité climatique, elle est passée à 24 % sur les cinq années suivantes ; alors qu'entre 2015 et 2020, les sinistres liés à la sécheresse représentaient en moyenne 950 millions d'euros par an, ils représenteront, pour 2022, entre 1,9 et 2,8 milliards d'euros, au-delà du triste record de 2003 où la canicule avait occasionné 2,1 milliards d'euros de dommages sur les bâtiments »[32]. France Assureurs (2022) plaide pour renforcer le régime des catastrophes naturelles avec : « le maintien de l'indemnisation dans le régime des catastrophes naturelles ; le maintien de l'arrêté de catastrophe naturelle pour la sécheresse ; le refus d'introduire des critères de gravité ; l'introduction d'une condition de réparation effective du dommage, pour indemniser le sinistre ; la définition d'une stratégie nationale du risque de sécheresse (...) il faut faire évoluer ce régime, pour renforcer sa résilience. »[32]. La gravité et la fréquence des sécheresses sont amplifiées par le réchauffement climatique ; et elles coûtent de plus en plus aux assureurs : 1 milliard d'euros par an depuis 2016, contre 500 millions en moyenne de 2000 à 2015[35].

Trois DTU concernent cet aléa (les DTU sont des ensembles de normes techniques, de recommandations et de savoir-faire sur des thèmes précis de la construction : maçonnerie, sols, fondations, , etc.) :
- DTU 13-11 : Conditions techniques applicables aux travaux de fondations superficielles ;
- DTU 13-12 : Règles de calcul applicables aux travaux de fondations superficielles en béton, béton armé constituées par des semelles isolées, des semelles filantes, des radiers généraux et des massifs semi-profonds ;
- DTU 20-1 : Clauses techniques types d'exécution d'ouvrages de parois et murs de bâtiments en maçonnerie traditionnelle de petits éléments.

### Évolutions réglementaires?

#### Proposition de loi
En France où onze millions d'habitations sont à risque de plus en plus accru de RGA, la députée Sandrine Rousseau a déposé, fin février 2023, une proposition de loi visant à modifier le fonctionnement du régime des catastrophes naturelles, jugé trop « complexes, inéquitables et finalement insatisfaisantes » ; en particulier : la responsabilité des constructeurs pourra être engagée pour une période plus longue (en cas de dommages liés au RGA). Et un rapport parlementaire a porté sur les failles du régime d'indemnisation des sinistres induits par le RGA,.

#### Rapport Ledoux
Huit mois plus tard, alors qu'une circulaire est en préparation (cf. ordonnance no 2023-78 du 8 février 2023), un rapport de mission (dit rapport Ledoux), fait une proposition de Plan d'adaptation au RGA. Ce plan est centré sur les maires ; il doit s'inscrire dans les politiques d'adaptation au changement climatique et serait accompagné d'un renforcement des services de l'État dédié au sujet. Il comprend cent mesures, organisées autour d'une task force nationale dotée d'un comité scientifique et d'un budget de 100 millions d'euros par an. Il propose vingt actions concrètes sur :
- la recherche (cluster de chercheurs dédié) ;
- la prévention — avec, notamment, la proposition d'installer 1 000 stations de « météo du sol » dans les zones les plus à risque. Météo France modélise l'humidité des sols superficiels et calcule un indice « SWI(8) » (ou Soil Wetness Index), qui représente, sur une profondeur d’environ deux mètres, l’état de la réserve en eau du sol par rapport à la réserve utile (eau disponible pour l’alimentation des plantes) ; un SWI de zéro correspond à un sol très sec ; un SWI de 1 correspond à un sol saturé en eau — est prévue, mais avec une maille géographique très large (8 km sur 8 km), qui devrait passer à 1-2 à 5 km à échéance 2025 ; cet indice est notamment utilisé dans les rapports élaborés pour la commission interministérielle Catnat dans le cadre de la contribution de l’Établissement au dispositif Catastrophes Naturelles[38].
- l'accompagnement :
  - subventions de travaux de confortement ;
  - accompagnement et fonds de soutien/indemnisation ;
  - possible reprise des maisons sinistrées par la collectivité ou un établissement public foncier, au profit d'un « projet immobilier d'intérêt collectif » (PIIC[39] en lien avec le ZAN), en commençant par quelques territoires expérimentateurs volontaires soutenus par l'État.

Le rapport suggère aussi :
- un observatoire du RGA et une mise à jour de sa cartographie ;
- une cellule préfectorale de crise (départementale) ;
- une prise en compte obligatoire du RGA dans les documents d'urbanisme ;
- une orientation d'aménagement et de programmation (OAP) dédiée au RGA dans les zones argileuses à haut risque ;
- une assurance obligatoire pour le bâti neuf sur sol argileux ;
- un diagnostic obligatoire pour le bâti existant ;
- la prise en compte de communes non reconnues « Catnat » ;
- la création d'un « bouclier CatNat » (ex. : relogement des victimes, suspension des remboursements de crédit bancaire et de taxe foncière pour les logements inhabitables) ;
- la création d'un nouveau critère météorologique et d'humidité des sols en valeur absolue (contre une comparaison avec les données sur 50 ans actuellement)[40] ;
- la redéfinition de la notion de « cause déterminante » ;
- le rendu, dans les six mois, du premier rapport de l'expert d'assureur, avec transmission obligatoire de tous les éléments du dossier à l'assuré ;
- la garantie d'indépendance et de formation (initiale comme continue) des experts.

## Gestion de l'aléa et des risques associés
Grâce aux progrès croisés des géosciences et de la climatologie, ce risque est théoriquement de plus en plus prévisible et, ainsi, cartographiable dans des Plans de prévention des risques généraux ou spécialisés (PPR retrait-gonflement). 

Des mesures peuvent donc théoriquement être prescrites pour éviter de construire dans les zones les plus à risque ou afin d' y adapter les techniques d'urbanisme et de construction et ce, en particulier pour les fondations de constructions individuelles. Ainsi, en France, le risque de RGA doit être intégré dans les PPR, en s'aidant de la carte géologique de France (réalisée par le BRGM) pour, notamment, produire des cartes de risques à l'échelle départementale. 
Concernant le bâti, le Groupe interministériel « Impacts du changement climatique, adaptation et coûts associés en France » a, en 2009, émis la recommandation suivante : 
« Améliorer les connaissances entre climat et teneur en eau des sols argileux de manière à mieux définir les conditions optimales de fondation des bâtiments. »
Sauf sur de fortes pentes ou dans certains cas particuliers, une zone, même exposée à un aléa fort de RGA, peut rester constructible si les mesures réglementaires (souvent simples et assez peu coûteuses à mettre en œuvre, « ce qui rend acceptable une relative imprécision dans les limites de zonage à l'échelle du parcellaire ») sont respectées.
Alors que les prospectivistes attendent des canicules à la fois plus longues, plus fréquentes et plus intenses, parfois entrecoupées de périodes à pluviosité accrue — contexte qui annoncerait une augmentation de la fréquence et de la gravité du RGA —, la question de la prévention se pose :
- la prévention du risque RGA peut être, dans une certaine mesure, assurée par des mécanismes permettant « une meilleure maîtrise des variations hydriques du sol »[24] limitant les risques de sécheresse par une meilleure conservation de l'eau en été dans les régions argileuses (la réintroduction du castor canadensis en Amérique du Nord a montré que, via ses barrages, il pouvait localement jouer ce rôle) ;
- selon Heck (2010) la prévention des dégâts les plus graves ou les plus courants peut passer par l'application soigneuse des règles et recommandations de conception et de réalisation en vigueur[48], ce qui implique des campagnes de sensibilisation, d'information et de formation de toutes les parties concernées. En France, en 2011, le Plan national d'adaptation au changement climatique a recommandé d'organiser l'observation des pathologies afin d'améliorer les outils de sensibilisation aux pratiques de prévention et d'évaluer l'efficience des techniques de fondation adaptées ; notamment dans le cas des bâtiments ayant fait l'objet de travaux de renforcement à la suite d'une précédente canicule[49].

### Carte de susceptibilité
Elle est le préalable à la cartographie des risques ou des dangers (qui, après croisement du relief avec la carte des constructions, réseaux et infrastructures, peut conduire à cartographier trois zones, d'aléa fort, moyen et faible). 

Elle est construite à partir de données géophysiques (par le BRGM en France, sur la base des cartes géologiques départementales) en retenant certains facteurs de risques, pour chaque formation géologique, d'affleurante à sub-affleurante :
- nature lithologique de la formation[33] :
  - cf proportion de matériaux argileux du sol/sous-sol[33]
  - cf géométrie (continuité + épaisseur) des composants argileux [33]
- composition minéralogique de la phase argileuse : proportion de minéraux gonflants, déterminée d'après la bibliographie ou des analyses diffractométriques aux rayons X[33] ;
- comportement géotechnique du matériau (évalué par des essais de laboratoire, voire par les retours d'expérience du terrain, le cas échéant)[33].

Ces cartographies, en partie automatisées, ne donnent que des indications de probabilité ; au niveau de la parcelle, seules des études géotechniques complémentaires peuvent confirmer ou non l'aléa.
Concernant la France métropolitaine (hors ville de Paris), la carte d'exposition au RGA est disponible (téléchargeable) par départements (format SIG Shapefile en coordonnées Lambert 93 ; système RGF93).

### Traitement des sols gonflants
Le drainage périphérique des constructions et le traitement à la chaux de sols plastiques fins (argileux en particulier), sont des mesures courantes en terrassement. Ce traitement a été facilité par le développement d'engins de chantier spécialisés ; il est devenu très courant dans les travaux publics.
Le traitement à la chaux diminue le gonflement des sols très argileux, mais les sols ainsi traités retrouvent un certain comportement de retrait-gonflement après quelques cycles successifs de réhydratation-déshydratation. Le traitement en éprouvette de laboratoire peut ne pas refléter les conditions réelles que l'on cherche à mieux comprendre et à modéliser.

Les effets successifs d'humidification-séchage sur le comportement d'une argile traitée à la chaux ont été, récemment (2017), étudiés expérimentalement dans un remblai réalisé en argile traitée à la chaux et ce, en parallèle d'expériences de laboratoire conduites sur des échantillons d'argile — traitée ou non — en laboratoire. Ce travail a confirmé que le traitement à la chaux ou au ciment réduit fortement le risque de gonflement de l'argile à court terme, mais qu'en revanche, en extérieur, le potentiel de gonflement-retrait réapparaît assez rapidement (5 à 8% de retrait-gonflement dans le remblai expérimental), alors qu'il reste presque nul avec les éprouvettes de laboratoire. Les résultats confirment que l'efficacité du traitement à la chaux ou au ciment sur le gonflement d'une argile plastique tend à diminuer avec le temps,.

## Prospectives
La situation devrait encore empirer : 

- en France, « une étude de France Assureurs estime qu'à horizon 2050, le coût des sinistres climatiques doublera par rapport aux trente dernières années, et triplerait même pour la sécheresse »[32] ;
- certaines régions (ex : Flandre maritime dans le sud-ouest de la Belgique et dans le département du Nord, en France) sont à la fois exposées à un risque de submersion marine et — très fortement — au RGA[22] ; ces deux risques peuvent se combiner dans l'espace et le temps, avec des effets d'aggravation synergique (ex : sécheresse pédologique (avec profonds réseaux de fentes dans l'argile), suivie d'une phase de submersion par l'eau de mer) entraînant alors d'autres risques inattendus de propagation (« conséquences des impacts du changement climatique sur les activités économiques »[54]). Localement, certains ouvrages de gestion de l'eau et de lutte contre la submersion pourraient, eux-mêmes, souffrir structurellement du RGA ;
- alors que le fond de couche routière et le substrat routier peuvent subir des désordres dus au RGA, la couche de roulement et son enrobé subiront aussi une « fatigue climatique » nouvelle, sous l'effet de sollicitations répétées d'amplitudes thermiques importantes, avec des enrobés qui, parfois, ne sont pas conçus pour résister à des températures estivales telles qu'attendues en 2030-2100[24] ;
- une partie des digues et des barrages en terre seront plus vulnérables au RGA, tout en étant hydrauliquement plus sollicités en saison pluvieuse, avec un risque accru de surverses lors de crues exceptionnelles ou particulièrement rapides. Les ouvrages hydrauliques constitués de sols fins (limons/argiles) subiront aussi les conséquences de nouvelles variations de l'état hydrique de leurs matériaux ou des sols sous-jacents (fissures de retrait, gonflements, perte de résistance au cisaillement). Les « scénarii de défaillance » et cartes de risques, doivent être réévalués au regard de la prospective climatique, notamment à partir de sites « instrumentés » ; et ces ouvrages doivent être mieux surveillés et rendus plus résilients[55].